# Simonetta Stefanelli

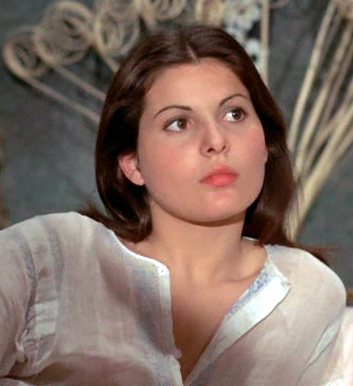
Simonetta Stefanelli in Abend ohne Alibi (1971)

Simonetta Stefanelli (* 30. November 1954 in Rom) ist eine italienische Schauspielerin. International bekannt ist sie vor allem für ihren Auftritt als Apollonia Vitelli-Corleone in dem Film Der Pate von Francis Ford Coppola aus dem Jahr 1972.

## Leben und Werk
Neben ihrer Rolle als Ehefrau von Michael Corleone in Der Pate spielte sie Nebenrollen in zahlreichen Filmen wie Moses oder Drei Brüder. Ihr Schaffen umfasst rund zwei Dutzend Film- und Fernsehproduktionen.
Sie war seit dem italienischen Erotikfilm von 1975 Peccati in famiglia (zu deutsch: Skandal in der Familie), in dem beide eine Filmrolle hatten, mit dem  Schauspieler Michele Placido zusammen und ab 1989 verheiratet. Mit ihm hat sie drei erwachsene Kinder: Die Schauspielerin Violante Placido (* 1976), den Filmproduzenten Michelangelo Placido (* 1990) und den Schauspieler Brenno Placido (* 1991). Die Ehe wurde 1994 geschieden.

## Filmografie (Auswahl)
- 1971: Abend ohne Alibi (In nome del popolo italiano)
- 1972: Der Pate (The Godfather)
- 1973: Die ehrenwerte Familie (L’onorato famiglia, uccidere è cosa nostra)
- 1974: Die heißen Nächte der Lucrezia Borgia (Lucrezia giovane)
- 1974: Moses (Mosè) (Fernseh-Miniserie)
- 1975: Peccati in famiglia
- 1977: Der Pate: Die Saga (The Godfather: A Novel for Television)
- 1981: Drei Brüder (Tre fratelli)
- 1981: Straße der Angst (Il falco e la colomba)
- 1992: Endstation Mord (Le amiche del cuore)